# 中村綾
 中村 綾（なかむら あや、1971年6月12日 - ）は、日本の女優である。三重県出身。日出女子学園高等学校卒業。青年座映画放送所属。身長167cm、体重50kg、スリーサイズはB85cm、W60cm、H87cm。血液型はA型。小型船舶四級免許を所持。現在も三重県在住。

## 略歴
1986年3月に開催された漫画『タッチ』のヒロイン・浅倉南のイメージガールを選ぶ「ミス南コンテスト」のオーディションをきっかけに、集英社『セブンティーン』専属モデルとして芸能界入り。その後、Fカップ巨乳アイドルブームに乗り、同じ集英社の男性向け雑誌『週刊プレイボーイ』の企画である「ハイレグクラブ」の37番になるなど、同世代の細川ふみえらと並ぶセクシーアイドル（グラビアアイドル）として雑誌やイメージビデオ等に出演した。
テレビにはバラエティ番組のアシスタントで登場し、1990年代に入ってからはドラマ出演の機会が増え、サントリーキャンペーンガール以降は本格的に女優として活動している。1999年の松竹映画『SCORE2 THE BIG FIGHT』では映画初出演と同時に初ヌードを披露した。
2003年に写真週刊誌『フラッシュ』のキャンギャル近況特集では、和食レストランの女将であり一児の母親である、と報道された。2015年現在は2女の母で、2001年9月3日に第一子、2013年5月15日に第二子を出産している。
所属事務所はホリ・エージェンシーからヤザ・パパ、広栄、ロングブリッジを経て現在に至っている。
女性アイドルグループ『ミラクルマーチ』に所属していた中村綾とは同姓同名の別人である。

## 出演

### テレビドラマ
- 学校へ行こう!（1991年、フジテレビ） - 舞 役
- 八百八町夢日記（第2シリーズ）（1991年 - 1992年、日本テレビ） - お杉 役
- ハイレグクィーンロマンス ピットに賭ける恋!（1991年、フジテレビ）
- プレイガール'92（1992年、テレビ東京） - 夏川マヤ 役
- ビーナスハイツ（1992年、毎日放送） - 入江智子 役
- シャンプータイム（1993年、日本テレビ）
- 熱い胸さわぎ（1992年、TBSテレビ）
- 世にも奇妙な物語（フジテレビ）
  - (第3シリーズ) - 「38′25″」（1992年） - 仁藤貴子 役
  - '97 春の特別編 - 「史上最強の転校生」（1997年） - 篠崎教諭 役
  - 秋の特別編 - 「鏡子さん」（2006年） - 南鏡子 役
- 誰にも言えない（1993年、TBSテレビ） - 栗林和美 役
- パパと呼べないの!（1993年、フジテレビ）
- 南くんの恋人（1994年、テレビ朝日） - 南涼子 役
- 静かなるドン 第10話（1994年、日本テレビ） - 隅田小夏 役
- 土曜ワイド劇場（テレビ朝日） 
  - 温泉若おかみの殺人推理3「北陸金沢〜山中温泉 謎の女は死体でチェックアウト」（1995年7月29日） - 島崎道子 役
  - 高橋英樹の船長シリーズ(10)「太平洋殺意のうず潮」（1998年） - 永吉真弓 役
  - 相棒・警視庁ふたりだけの特命係1「刑事が警官を殺した!?」（2000年6月3日） - 小泉綾子 役
  - お祭り弁護士・澤田吾朗2「秩父夜祭りに消えた女」（2002年1月12日） - 陶芸家・矢部明の愛人 久保田章子 役
  - 探偵宣言 森江春策の事件簿1「裁判員法廷〜真犯人は誰だ!?容疑者5人に殺人動機あり!!」（2009年8月1日） - 朝浜江里梨 役
  - 火災調査官・紅蓮次郎7「全焼のアパートから赤ん坊が消えた!1/4の殺人トリック!」（2007年1月13日） - 小紫健二の妻・小紫郁美 役
  - 法医学教室の事件ファイル30「女医VS水曜日の絞殺魔!蟻の死体解剖が殺人トリックを暴く砂糖＋コーンスターチ殺意の合成」（2010年1月9日） - 木村康子の妹・木村好美 役
  - アナザーフェイス〜刑事総務課・大友鉄〜1「容疑者5万人の密室育メンの別の顔」（2012年5月26日）
  - 人類学者・岬久美子の殺人鑑定3「光る肋骨と緑色の頭蓋骨の謎!後頭部を触れば犯人が分かる!?」（2013年3月2日） - 冒頭の殺人被害者・足立苑子 役
  - 私は代行屋!事件推理請負人4「旅館女将を代行！金沢・片山津温泉・東京を結ぶ殺人ルート!跡目争いを巡るお家騒動!?」（2015年8月22日、朝日放送） - 「一条会」元・企画課長・本庄郁美 役
  - 検事・朝日奈耀子17「イケメン医師は女医に殺される!?エレベーターが嫌いな女の瞬間移動トリック」（2016年4月9日） - ラインディール総合病院看護師・奥寺久美 役
  - ショカツの女13 新宿西署 刑事課強行犯係（2017年2月18日） - 篠崎心療内科クリニック医師・篠崎秋江 役
- 名奉行 遠山の金さん 第7シリーズ 第4話「妖怪現わる! 標的は遠山桜」（1995年、テレビ朝日） - おしの 役
- 女教師（1998年、テレビ朝日） - 城之内ユミ 役
- 天国に一番近い男・炎の命がけスペシャル（1999年、TBSテレビ） - 君島夏子 役
- 救命病棟24時（第1シリーズ）第8話（1999年、フジテレビ） - 金森木綿子 役
- 伝説の教師（2000年、日本テレビ） - 篠原亮子 役
- 花村大介 第5話（2000年、フジテレビ） - 村沢勝子 役
- 熱血!周作がゆく 第2話「戯作者殺しの謎!?」（2000年、テレビ朝日） - おすま 役
- 金曜エンタテイメント（フジテレビ）
  - 「おだまりコンビシリーズ2 芸能界殺しのシナリオ」（2000年2月25日） - 鳴海響子 役
  - 「ツインズな探偵2〜ホステス保険金殺人の罠〜」（2000年7月7日） - 滝田美也子 役
  - 「浅見光彦シリーズ16・日蓮伝説殺人事件」（2003年5月16日） - 白木美奈子 役
- 夢みる葡萄〜本を読む女（2003年、NHK）
- 月曜ミステリー劇場（TBSテレビ）
  - 陰の季節5「事故」（2003年3月17日） - 柘植正樹の妻・柘植美鈴（元・警察官） 役
  - 税理士 楠銀平の事件帳簿 消えた遺言書（2003年）
  - 自治会長 糸井緋芽子 社宅の事件簿6（2005年7月11日） - 中込博の妻・中込摂子 役
- はみだし刑事情熱系（第7シリーズ）第9話（2003年、テレビ朝日） - 石塚養護教諭 役
- 愛の劇場（TBSテレビ）
  - コスメの魔法 Season1 第3週（2004年） - 竹中彩 役
  - ほーむめーかー（2004年） - 西村幸子 役
- ああ探偵事務所 第9話（2004年、テレビ朝日） - 保坂奈津美 役
- 仮面ライダーシリーズ（テレビ朝日）
  - 仮面ライダー響鬼 第45話 - 第47話（2005年） - 出崎弘子 役
  - 仮面ライダーカブト 第17話・第18話（2006年） - 高山順子 役
  - 仮面ライダーフォーゼ 第37話・第38話（2012年5月） - 日向千夏 役
- 特命係長 只野仁スペシャル2（2005年、テレビ朝日）
- 女と愛とミステリー 人情刑事 宮本清四郎 死を招く山百合（2005年、テレビ東京） - 井出政枝 役
- 心霊探偵 八雲（2006年、テレビ東京） - 島村恵里子 役
- 魔弾戦記リュウケンドー 第42話（2006年、テレビ東京） - レディゴールド（人間体） 役
- 医龍-Team Medical Dragon- 第8話 - 11話（2006年、フジテレビ） - 柴田貴子 役
- 新・科捜研の女（第3シリーズ）第7話（2006年、テレビ朝日） - 奥寺由起子 役
- 純情きらり（2006年、NHK） - 鈴村美智子 役
- 結婚できない男 第10話（2006年、フジテレビ） - 立花道代 役
- 相棒 season5 第11話（2007年、テレビ朝日） - 五十嵐祥子 役
- 美容少年★セレブリティ 第5話 - 6話（2007年、テレビ東京） - 堀部小百合 役
- 三代目のヨメ!（2008年、TBS） - 河野陽子 役
- 警視庁捜査一課9係Season3 第7話（2008年5月28日、テレビ朝日） - 岩城奈々子 役
- 7人の女弁護士・第2シリーズ 第8話 ゲスト（2008年5月、テレビ朝日） - 伊勢原めぐみ 役
- 月曜ゴールデン（TBS）
  - 「占い師みすず 事件は運命の彼方に3」（2008年6月23日） - 根本さやか 役
  - 「警視庁三係・吉敷竹史の殺人捜査シリーズ4・幽体離脱殺人事件」（2008年10月6日） - 小瀬川陽子 役
  - 「緑川警部 vs 16時02分の路線バス」（2010年7月26日） - 皆川厚子 役
  - 「警視庁心理捜査官・明日香3」（2013年1月7日） - 福住道代 役
- ハンチョウ〜神南署安積班〜（2009年5月、TBS）
- 水曜ミステリー9（テレビ東京）
  - 「密会の宿7 奇妙な客が死んだ夜」（2009年7月1日） - 根岸のレストラン経理・小島郁美 役
  - 「旅行作家・茶屋次郎10」（2012年9月19日） - 芸者・乙菊 役
  - 「ガンリキ 警部補・鬼島弥一2」（2012年11月14日） - 主婦・友利有紀子 役
  - 「無敵の法律事務所　弁護の鉄人 橘明日香」（2015年6月3日） - 矢代昌美 役
- 水曜シアター9（テレビ東京） 
  - 「信濃のコロンボ事件ファイル18」（2009年9月9日） - コンノプロジェクト経営者 役
  - 「捜査検事・近松茂道第9作 みちのく安寿と厨子王伝説殺人事件」（2010年3月17日） - スナック「安寿」ママ・宮川恭子 役
- コード・ブルー -ドクターヘリ緊急救命-second season 第10回、最終回（2010年3月15・22日、フジテレビ） - 古川知子 役
- 女刑事みずきスペシャル（2010年6月24日、テレビ朝日）
- BOSS（2011年5月19日、フジテレビ） - 矢口慶子 役
- 花嫁のれん第2シリーズ（2011年11月7 - 11日、東海テレビ） - 中谷圭子 役
- 市長はムコ殿 第8話（2012年6月25日、BS朝日） - 木下亜由美 役
- 戦力外捜査官 第8話（2014年3月1日、日本テレビ） - 奈緒美 役
- 癒し屋キリコの約束 第27 - 29話（2015年9月8 - 10日、東海テレビ） - 杉島ナミ 役
- イマジカBS開局20周年記念ドラマ「いつも まぢかに」（2015年10月1日、イマジカBS） - 早瀬咲子 役
- 警視庁・捜査一課長（2017年） - 石矢涼子 役
- 月曜名作劇場 「はぐれ署長の殺人急行2」（2017年） - 結城静香 役

### バラエティ番組
- パオパオチャンネル（テレビ朝日 ）木曜日アシスタント
- 鶴ちゃんのプッツン5（1987年、日本テレビ）
- オールスター感謝祭
- ヤマタノオロチ2（1992年、フジテレビ）
- オンナの解放区（2015年2月 - 、BSジャパン）

### ビデオ
- おませなカンバセーション（パワースポーツ）
- うかれてその気（パワースポーツ）

### 映画・Vシネマ
- ストロベリータイムス3 恋のサンダーボール作戦（1990年、バンダイ＝学習研究社＝セイヨー＝ホリプロ） - 綾 役
- JINGI 仁義9 死神の復讐戦争 (V)（1996年、日本映像）
- 凶犯（1999年、ピジョンスギモト＝マクザム）
- SCORE2 THE BIG FIGHT（1999年、松竹） - クイーン 役
- 借王（シャッキング） 狙われた学園（2001年、日活、借王 第8作 Vシネマ） - 教師・佐織 役
- こっくりさん 日本版（2005年、トルネード・フィルム） - 木村美雪 役
- それいけ!ゲートボールさくら組（2023年）

### 吹き替え

#### 映画
2010年
- トワイライト 特別篇（エズミ・カレン〈エリザベス・リーサー〉）※日本テレビ版

2012年
- カウガールズ・アンド・エンジェルズ

2013年
- スティーヴン・キング 骨の袋（ジョー・ヌーナン〈アナベス・ギッシュ〉）

2018年
- 君はONLY ONE（ケイト〈ケイト・マッキノン〉）
- アウトロー・キング スコットランドの英雄
- アポストル 復讐の掟
- 意表をつくアホらしい作戦（ステファニー・ケニー〈アネット・オトゥール〉）
- エクスティンクション 地球奪還（女性社員1）
- スイッチング・プリンセス
- メイズ・ランナー: 最期の迷宮
- ルイの9番目の人生（ヘレン）

2019年
- アフター
- アド・アストラ
- フリージ（サルームの妻、ファットーム、招待客、女囚人B、司会者）
- パージ:エクスペリメント（アプデール博士〈マリサ・トメイ〉）
- ライ麦畑で出会ったら
- マーダー・ミステリー
- クロース
- フラクチャード（アビー）
- ワイン・カントリー

2020年
- アフター -壊れる絆-（カレン・スコット）
- エンツォ レーサーになりたかった犬とある家族の物語
- ターミネーター:ニュー・フェイト（グレースの母〈ジョージア・サイモン〉）
- アド・アストラ（ロレイン〈キンバリー・エリス〉）
- ブライトバーン/恐怖の拡散者（エリカ〈ベッキー・ウォールストロム〉）

2021年
- AVA/エヴァ
- THE GUILTY/ギルティ（ジェス）
- シャザム!（クロスビー博士〈ロッタ・ロステン〉）
- ドント・ルック・アップ
- 藁にもすがる獣たち（ヨンヒ〈チョン・ドヨン〉）

2022年
- オペレーション・ミンスミート -ナチを欺いた死体-
- ナイン・デイズ（アン〈ペリー・スミス〉）
- 私の人生、代役に頼んでみた（デイジー〈ドリー・ウェルズ〉）

2023年
- ストリートギャング セサミストリートにたどり着くまで（ケイト・ストーン・ルーカス）
- ドリヴン ※Netflix版

2024年
- デリヴァランス 悪霊の家
- ワンダーランド: あなたに逢いたくて

#### ドラマ
2013年
- THE BRIDGE/ブリッジ（カオリーネ・ブランストルップ〈ロッテ・ムンク〉）

2014年
- マイケル・J・フォックス・ショウ（アニー・ヘンリー〈ベッツィ・ブラント〉）

2019年
- See 〜暗闇の世界〜（スーターバックス〈マリリー・トーキントン〉）
- 真相 - Truth Be Told
- トップボーイ（アマの上司）
- ゴーストライター
- ハンドメイズ・テイル/侍女の物語
- ボクらを見る目（マイリ〈アレクサンドラ・テンプラー〉）
- マインドハンター シーズン2
- NYガールズ・ダイアリー 大胆不敵な私たち シーズン2

2021年
- フォーティチュード/極寒の殺人鬼

2022年
- イエローストーン
- セヴェランス（デヴォン・ヘイル〈ジェン・チュロック〉）
- ステージド 俺たちの舞台、ステイホーム!（ルーシー・イートン）
- ターミナル・リスト（ロレイン・ハートリー〈ジーン・トリプルホーン〉）

2023年
- 焦がれ
- Familia: 我が家（フリア）
- フューリー: 闇の番人（ママ〈アン・アズレイ〉）
- ONE PIECE

2024年
- 推定無罪
- ニュールック（ゼナカー夫人〈ザブー・ブライトマン〉）

2025年
- ミッシング・ユー（ニア〈キャサリン・エイヤーズ〉）
- ラブ・ユー・トゥー・デス #2,3
- ナイト・エージェント シーズン2（キャサリン・ウィーバー）
- アドレセンス

#### ボイスオーバー
- セリング・サンセット 〜ハリウッド、夢の豪華物件〜

### テレビアニメ
- アン・シャーリー（2025年） - マリラ 役[12]

### ラジオ
- MBSヤングタウン金曜日（毎日放送ラジオ）

### ウェブ・オーディオドラマ
- レンタル彼氏（GyaO）
- つけびの村（2020年、AudioMovie） - 成本実希、山下和代 役

### 舞台
- 企画ユニット地球ゴージャスVOL.5「クインテッド」（2001年、小劇場）
- ナイストリップ（2006年、ザムザ阿佐谷）
- 落ちる飛行機の中で（スペース107）
- ブルージャックUSA
- ウィンドウ・イン・ザ・ウィロー

### CM
- ぴあ
- 花王、ロリエオーバーナイト（1988年）
- 久光製薬、サロンパスA（1988年）
- ロッテ、ブルーベリーガム
- メガネドラッグ
- エースコック、スーパーチャーシュー0.5
- 日本ガイシ（1991年）
- レイクランド大学日本校（1991年）
- サントリー、「樽詰生ビール」キャンペーンガール（1992年）
- 明治製菓、ピックアップ
- ネスレ日本、ネスカフェアカプルコ
- ミノルタ、VICTIS3000（2000年）
- 全日本コーヒー協会
- 日本生命
- アサヒ緑健、緑効青汁[13]

### 写真集他
- セブンティーン（1987年、集英社）
- 中村綾写真集（1990年、ビックマン）
- シスターA（1991年、音楽専科社）
- aya（1991年、近代映画社）
- OVER HEAT（1993年、ワニブックス）